# Tom van der Voort
Thomas Hubertus Augustinus (Tom) van der Voort (Sassenheim, 30 januari 1942 − 29 juli 2018) was een Nederlands gewoon hoogleraar empirische orthopedagogiek aan de Rijksuniversiteit Leiden.

## Biografie
Van der Voort deed onderzoek naar onderwijstelevisie en werkte bij de Rijksuniversiteit Leiden. In 1982 promoveerde hij aan die universiteit op Kinderen en tv-geweld. Waarneming en beleving. In 1984 leidde hij aan de Leidse universiteit het project Kritisch kastje kijken. Een evaluatieëxperiment, eveneens gericht op televisiegeweld en zijn invloed. Hij toonde aan dat geweld op televisie kinderen agressiever maakte. In 1988 werd hij benoemd tot bijzonder hoogleraar vanwege de Stichting voor het Kind/Nederlands Comité voor Kinderpostzegels, met als leeropdracht kind en media; hij hield zijn inaugurele rede op 15 december 1989 onder de titel Televisie en lezen. In 1993 mederedigeerde hij een liber amicorum voor hoogleraar didactiek te Leiden prof. dr. Frans Klaas Kieviet (1933-2005) voor diens emeritaat. In 1995 werd hij benoemd tot gewoon hoogleraar empirische orthopedagogiek; hij aanvaardde dat ambt met de rede Gezichten des doods op 15 september 1995. In 2003 ging hij met emeritaat.
Prof. dr. T.H.A. van der Voort overleed in 2018 op 76-jarige leeftijd.